# Messerschmitt Me 210
El Messerschmitt Me 210 fue un caza pesado y avión de ataque a tierra alemán de la Segunda Guerra Mundial desarrollado por Messerschmitt. El Me 210 fue diseñado para reemplazar al Bf 110 en el papel de caza pesado, antes del inicio de la contienda. El primer ejemplar del Me 210 estuvo listo en 1939, pero demostró unas pobres características de vuelo. Se realizó un gran programa de pruebas operacionales a lo largo de 1941 y comienzos de 1942 que no encontraron la solución a los problemas del aparato. El diseño entró finalmente en servicio limitado en 1943, pero fue casi inmediatamente reemplazado por su sucesor, el Messerschmitt Me 410 Hornisse (avispón). El Me 410 desarrollado desde el Me 210, y renombrado para evitar su mala fama. El fracaso del desarrollo del programa Me 210, forzó a la Luftwaffe a continuar usando el desfasado Bf 110, con cada vez más pérdidas.

## Diseño y desarrollo
Los diseñadores de Messerschmitt comenzaron a trabajar en una mejora del Messerschmitt Bf 110 en 1937, antes de que se comenzara la versión definitiva del 110 hubiera volado. A finales de 1938 el 110 acababa de entrar en servicio, y el Ministerio del Aire comenzó a buscar su eventual reemplazo. Messerschmitt envió su propuesta de modificación del Bf 110 designado como Me 210, y Arado respondió con su nuevo Arado Ar 240.
El Me 210 era una versión de líneas más sencillas del Bf 110, y usaba muchos de sus componentes. Las principales diferencias se hallaban en la zona del morro, que era mucho más corto, e influía sobre su centro de gravedad, y un diseño alar totalmente nuevo para permitirle mayores velocidades de crucero. Sobre el papel, el diseño del 210 era impresionante; podía alcanzar una velocidad de 620 km/h (385 mph) con dos motores DB 601A de 1.050 Cv (1.350 PS, 993 kW), que lo hacían 80 km/h (50 mph) más rápido que el Bf 110, y casi tan rápido como los cazas monomotores de la época.
El tren de aterrizaje del Me 210 seguía la filosofía del tren de aterrizaje de los anteriores Ju 88, en el que cada una de las dos ruedas principales tenían un eje que giraba 90° durante la retracción, para llevarlas dentro del ala. Al contrario que el Ju 88, el tren de aterrizaje principal del Me 210 giraba “hacia dentro”, mientras que en el Ju 88's lo hacían “hacia fuera”.

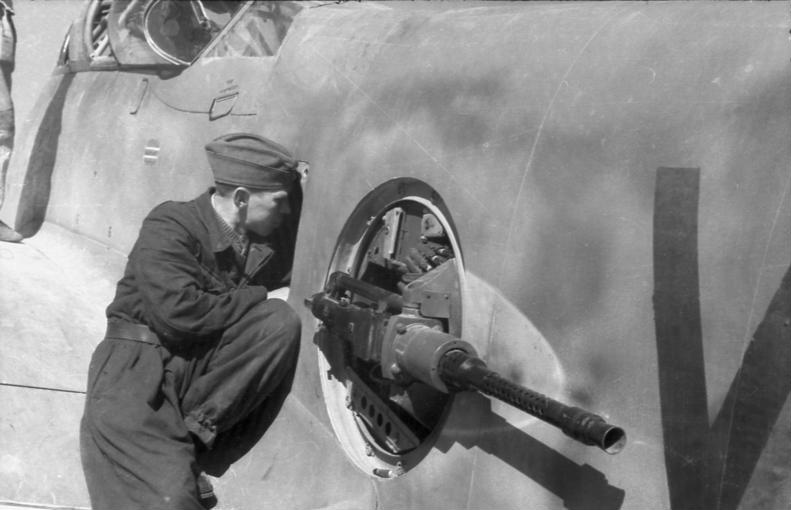
Cañón MG 131 de 13 mm en un Me 210

El Bf 110 portaba sus armas externamente en las alas y el fuselaje, pero esto creaba una gran fricción con el aire. Para evitarlo, el Me 210 portaba sus bombas en una bahía cerrada en el morro del aparato, en la que podía portar dos bombas de 500 kg. El Me 210 tenía frenos aerodinámicos en la parte alta de las alas para actuar como bombardero de picado. En el papel de caza, la bahía de bombas era ocupada por un cañón de 20 mm. 
Una de las innovaciones de este proyecto residía en la instalación de armamento de defensa trasera accionado por control remoto, consistente en una ametralladora MG 131 de 13 mm. montada a cada costado del fuselaje en barbetas asistidas eléctricamente.

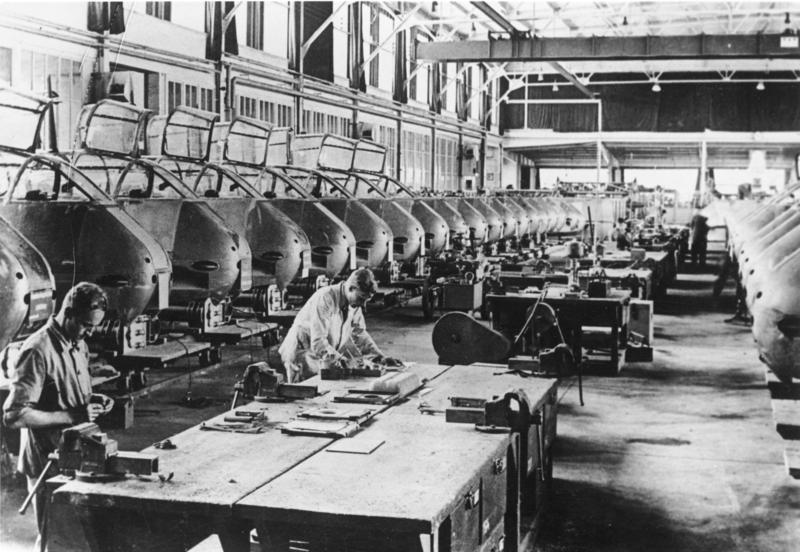
Planta de ensamblaje de aviones Me 210 en agosto de 1944.

Se encargaron 1000 Me 210 antes incluso de que hubiese volado el prototipo. Al tiempo, se demostraría que fue un error. El primer prototipo voló con motores DB 601A el 5 de septiembre de 1939, y fue considerado inseguro por los pilotos de pruebas. Tenía una mala estabilidad en los giros y tendía a hacer la “serpiente” incluso en vuelos nivelados. En un primer momento, los diseñadores se concentraron en sustituir el doble timón de cola, heredado del Bf 110, y reemplazarlo por un mucho mayor estabilizador de cola vertical, aunque esto no tuvo efectos sobre el aparato, que continuaba oscilando. El segundo prototipo, el Me 210 V2, se perdió en septiembre de 1940, cuando el piloto no fue capaz de hacerlo recuperar, y tuvo que saltar. El piloto principal de las pruebas comentó que el Me 210 tenía "todos los atributos menos deseables que un avión podía poseer." Se tomaron 16 prototipos y 94 aparatos de preproducción para intentar resolver algunos de los problemas. No obstante, el Ministerio del Aire estaba desesperado por sustituir los Bf 110 en servicio, y con su línea de producción detenida desde la primavera de 1941.
Las autoridades húngaras sí estuvieron satisfechas sin embargo con el Me 210 y adquirieron la licencia para producirlo a partir de componentes y utillaje suministrados por Alemania. Se comenzó la producción en la Dunai Repülőgépgyár Rt. (Factoría Aeronáutica del Danubio) con la designación Me 210C. Esta variante incorporaba ranuras de borde de ataque y la sección trasera del fuselaje que luego fue utilizada para el Messerschmitt Me 410, y estaba propulsado por dos motores Daimler-Benz DB 605B de 1.475 cv producidos bajo licencia por Manfred Weiss. Se fabricaron 267 ejemplares, de los que una tercera parte fueron para las Fuerzas Aéreas de Hungría y el resto (dos tercios) para la Luftwaffe.
En la práctica, el Me 210C húngaro era superior al Me 210A alemán, lo que hizo el que se planease sustituir los alemanes con la nueva versión Me 210D. Finalmente el desarrollo de esta versión fue bautizada Me 410.

## Variantes

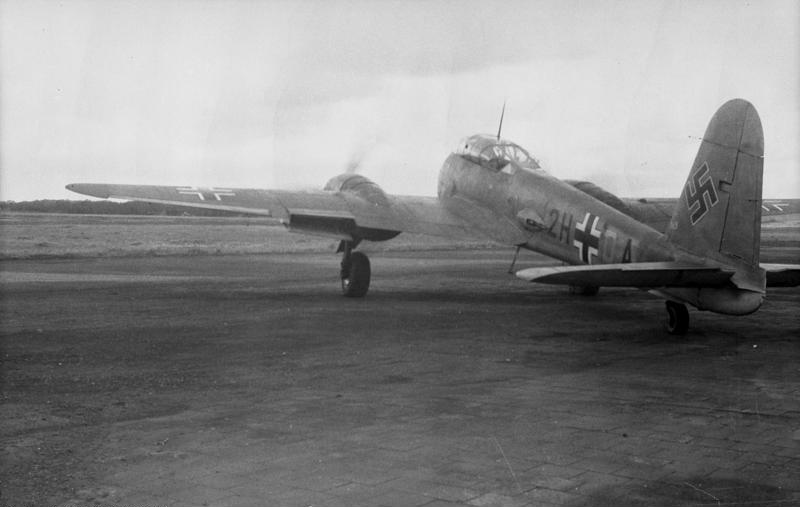
Messerschmitt Me 210 A-1.

Me 210 A-0
Avión de preproducción.
Me 210 A-1
Versión de serie, cazabombardero y caza pesado.
Me 210 A-2
Versión de serie, bombardero en picado y caza pesado.
Me 210C
Versión con la estructura mejorada y con motores DB 605.
Me 210 Ca-1
Versión del Me 210C producida bajo licencia en Hungría.

## Operadores
Alemania nazi
- Luftwaffe: Recibió 90 Me 210A construidos en Alemania y 108 Me 210 Ca-1 construidos en Hungría.

 Hungría
- Real Fuerza Aérea Húngara: Recibió 179 Me 210 Ca-1 de construcción húngara.

 Japón
- Servicio Aéreo del Ejército Imperial Japonés: un aparato construido en Alemania para realizar pruebas, fue transportado desmontado a bordo de un U-Boot.

## Historia operacional

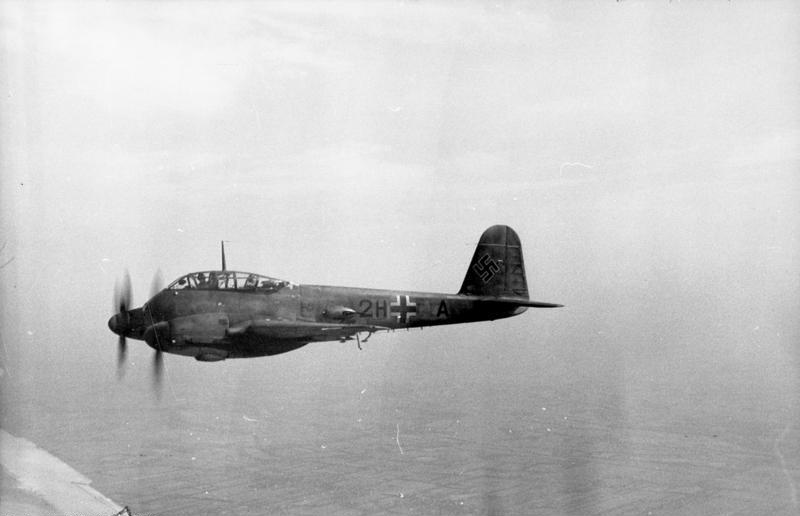
Un Me 210 A-1 de la Luftwaffe volando sobre Francia en 1942.

Su despliegue en primera línea comenzó en abril de 1942, y el avión demostró ser uno de los menos populares entre los pilotos alemanes. La producción se detuvo a finales de mes, cuando solo 90 unidades habían sido desplegadas. Otros 320 que estaban parcialmente completados fueron puestos en almacenaje. En su lugar, el Bf 110 fue puesto de nuevo en producción. Aunque los Bf 110 estaban entonces equipados con el nuevo motor DB 605B y una mayor potencia de fuego, seguían adoleciendo de un diseño anticuado.
La Luftwaffe comenzó a recibir sus aviones de construcción húngara en abril de 1943, pero los propios húngaros no los tuvieron disponibles hasta 1944. Cuando estos se incorporaron al servicio, sí resultaron satisfactorios, al contrario de lo que había sucedido con los de fabricación alemana. La producción finalizó en marzo de 1944, cuando la fábrica pasó a producir la versión G del Messerschmitt Bf 109. En ese momento se habían construido un total de 267 Me 210C, 108 de los cuales fueron entregados a la Luftwaffe. Operaron principalmente en Túnez y Cerdeña, pero fueron rápidamente reemplazados por el Me 410.

## Especificaciones (Me 210)

### Características generales
- Tripulación: 2 (piloto y artillero)
- Longitud: 11,2 m (36,7 ft)
- Envergadura: 16,4 m (53,8 ft)
- Altura: 4,3 m (14,1 ft)
- Superficie alar: 36,2 m² (390 pies²)
- Peso vacío: 5440 kg (12 000 lb)
- Peso máximo al despegue: 8100 kg (17 852,4 lb)
- Planta motriz: 2× motor lineal V-12 refrigerado por líquido Daimler-Benz DB 601F.
  - Potencia: 980 kW (1314 HP; 1332 CV) cada uno.

### Rendimiento
- Velocidad máxima operativa (Vno): 620 km/h 335 nudos, 385 mph
- Alcance: 2408 km (1300 nmi; 1495 mi)
- Techo de vuelo: 7010 m (23 000 ft)

### Armamento
- Ametralladoras: 

  - 2x MG 17 de 7,92 mm ó, posteriormente,
  - 2x MG 131 de 13 mm

- Cañones: 

  - 2x MG 151/20 de 20 mm
- Bombas: Hasta 1000 kg (2200 lb) en bombas de diverso tipo

### Aeronaves similares
- Focke-Wulf Fw 187
- Messerschmitt Bf 110

### Secuencias de designación
- Sistema de designación aeronaves del RLM: ← Me 208 · Me 209 · Me 209-II · Me 210 · Hü 211 · Do 212 ·· Do 214 →

### Listas relacionadas
- Anexo:Cazas de la Segunda Guerra Mundial
- Anexo:Aeronaves militares de Alemania en la Segunda Guerra Mundial

## En la cultura popular
- En 2022, Gyula Pozgay publicó un cómic sobre una incursión de dos escuadrillas de Me-210 húngaros en octubre de 1944. El título, The Old Tiger, es el apodo del avión líder de una de las escuadrillas.[1]

- El Me 210 aparece en el videojuego War Thunder, como avión investigable en la rama de la Alemania Nazi.